# Olympische Sommerspiele 2016/Kanu – Einer-Canadier Slalom (Männer)
Der Kanuslalomwettbewerb im Einer-Canadier der Männer (Kurzbezeichnung: C1) bei den Olympischen Spielen 2016 in Rio de Janeiro wurde am 7. und 9. August 2016 im Deodoro Olympic Whitewater Stadium ausgetragen. 19 Athleten aus 19 Nationen nahmen an dem Wettkampf teil.
Zunächst wurde dabei ein Vorlauf ausgetragen, bei dem alle Athleten zwei Versuche hatten und der schnellere der beiden Durchgänge gewertet wurde. Die Athleten auf den Positionen 1–14 rückten ins Halbfinale vor, die übrigen fünf schieden aus. Im Halbfinale wurde nur ein Lauf ausgetragen, und nur die besten zehn Kanuten erreichten das Finale, in dem erneut in nur einem Lauf der Olympiasieger ermittelt wurde.

## Titelträger
| Olympiasieger | Tony Estanguet | London 2012 |
| Weltmeister   | David Florence | London 2015 |

## Zeitplan
- Vorläufe: 7. August 2016, 13:30 Uhr (Ortszeit)
- Halbfinale: 9. August 2016, 13:30 Uhr (Ortszeit)
- Finale: 9. August 2016,15:16 Uhr (Ortszeit)

## Vorlauf
Anmerkung: Die Strafe, also die Strafsekunden, sind bereits in der Zeit mit einberechnet.
| Platz | Kanute               | Nation             | Lauf 1   | Lauf 1 | Lauf 1 | Lauf 2   | Lauf 2 | Lauf 2 | Gesamt   |
| Platz | Kanute               | Nation             | Zeit     | Strafe | Rang   | Zeit     | Strafe | Rang   | Defizit  |
| ----- | -------------------- | ------------------ | -------- | ------ | ------ | -------- | ------ | ------ | -------- |
| 1     | Sideris Tasiadis     | Deutschland        | 100,47 s | 2      | 9      | 92,23 s  | 0      | 1      |          |
| 2     | Denis Gargaud Chanut | Frankreich         | 102,03 s | 4      | 11     | 93,48 s  | 2      | 2      | +1,25 s  |
| 3     | David Florence       | Großbritannien     | 94,11 s  | 0      | 1      | DNS      | DNS    | DNS    | +1,88 s  |
| 4     | Benjamin Savšek      | Slowenien          | 99,69 s  | 4      | 7      | 94,36 s  | 0      | 3      | +2,13 s  |
| 5     | Takuya Haneda        | Japan              | 98,69 s  | 2      | 6      | 94,58 s  | 0      | 4      | +2,35 s  |
| 6     | Matej Beňuš          | Slowakei           | 95,05 s  | 0      | 2      | 96,78 s  | 6      | 5      | +2,82 s  |
| 7     | Grzegorz Hedwig      | Polen              | 69,97 s  | 0      | 3      | 97,72 s  | 2      | 6      | +4,44 s  |
| 8     | Ander Elosegi        | Spanien            | 97,33 s  | 2      | 4      | 102,39 s | 2      | 11     | +5,10 s  |
| 9     | Ian Borrows          | Australien         | 97,40 s  | 0      | 5      | 151,77 s | 52     | 17     | +5,17 s  |
| 10    | Alexander Lipatow    | Russland           | 101,78 s | 0      | 10     | 98,72 s  | 4      | 7      | +6,49 s  |
| 11    | José Carvalho        | Portugal           | 111,01 s | 4      | 17     | 99,18 s  | 4      | 8      | +6,95 s  |
| 12    | Casey Eichfeld       | Vereinigte Staaten | 100,02 s | 2      | 8      | 101,23 s | 0      | 10     | +7,79 s  |
| 13    | Shu Jianming         | China              | 110,19 s | 4      | 15     | 100,68 s | 2      | 9      | +8,45 s  |
| 14    | Vítězslav Gebas      | Tschechien         | 109,92 s | 4      | 14     | 102,78 s | 0      | 12     | +10,55 s |
| 15    | Cameron Smedley      | Kanada             | 104,93 s | 4      | 12     | 104,83 s | 4      | 13     | +12,60 s |
| 16    | Felipe Borges        | Brasilien          | 122,30 s | 14     | 19     | 105,14 s | 0      | 14     | +12,91 s |
| 17    | Sebastian Rossi      | Argentinien        | 108,81 s | 8      | 13     | 155,70 s | 52     | 18     | +16,58 s |
| 18    | Jean-Pierre Bourhis  | Senegal            | 110,94 s | 2      | 16     | 109,27 s | 2      | 15     | +17,04 s |
| 19    | Richard Merjan       | Libanon            | 120,20 s | 6      | 18     | 121,67 s | 12     | 16     | +27,97 s |

## Halbfinale
Anmerkung: Die Strafe, also die Strafsekunden, sind bereits in der Zeit mit einberechnet.
| Platz | Kanute               | Nation             | Zeit     | Strafe | Defizit  |
| ----- | -------------------- | ------------------ | -------- | ------ | -------- |
| 1     | Sideris Tasiadis     | Deutschland        | 95,63 s  | 0      |          |
| 2     | Ander Elosegi        | Spanien            | 97,93 s  | 0      | +2,30 s  |
| 3     | Denis Gargaud Chanut | Frankreich         | 98,06 s  | 0      | +2,43 s  |
| 4     | Benjamin Savšek      | Slowenien          | 98,70 s  | 0      | +3,07 s  |
| 5     | Vítězslav Gebas      | Tschechien         | 98,77 s  | 0      | +3,14 s  |
| 6     | Takuya Haneda        | Japan              | 98,84 s  | 0      | +3,21 s  |
| 7     | David Florence       | Großbritannien     | 99,36 s  | 0      | +3,73 s  |
| 8     | Matej Beňuš          | Slowakei           | 100,68 s | 0      | +5,05 s  |
| 9     | José Carvalho        | Portugal           | 101,04 s | 0      | +5,41 s  |
| 10    | Casey Eichfeld       | Vereinigte Staaten | 101,23 s | 2      | 5,60 s   |
| 11    | Ian Borrows          | Australien         | 101,32 s | 0      | +5,69 s  |
| 12    | Grzegorz Hedwig      | Polen              | 102,70 s | 4      | +7,07 s  |
| 13    | Alexander Lipatow    | Russland           | 104,69 s | 0      | +9,06 s  |
| 14    | Shu Jianming         | China              | 108,73 s | 0      | +13,10 s |

## Finale
Anmerkung: Die Strafe, also die Strafsekunden, sind bereits in der Zeit mit einberechnet.
| Platz | Kanute               | Nation             | Zeit     | Strafe | Defizit  |
| ----- | -------------------- | ------------------ | -------- | ------ | -------- |
| 1     | Denis Gargaud Chanut | Frankreich         | 94,17 s  | 0      |          |
| 2     | Matej Beňuš          | Slowakei           | 95,02 s  | 0      | +0,85 s  |
| 3     | Takuya Haneda        | Japan              | 97,44 s  | 0      | +3,27 s  |
| 4     | Vítězslav Gebas      | Tschechien         | 97,57 s  | 0      | +3,40 s  |
| 5     | Sideris Tasiadis     | Deutschland        | 97,90 s  | 2      | +3,73 s  |
| 6     | Benjamin Savšek      | Slowenien          | 99,36 s  | 4      | +5,19 s  |
| 7     | Casey Eichfeld       | Vereinigte Staaten | 99,69 s  | 4      | +5,52 s  |
| 8     | Ander Elosegi        | Spanien            | 101,27 s | 4      | +7,10 s  |
| 9     | José Carvalho        | Portugal           | 105,74 s | 4      | +11,57 s |
| 10    | David Florence       | Großbritannien     | 109,00 s | 4      | +14,83 s |